# Пятнадцатое главное управление КГБ СССР
Пятнадцатое гла́вное управле́ние КГБ СССР — структурное подразделение Комитета государственной безопасности СССР, ответственное за обслуживание и охрану высокозащищённых запасных пунктов управления (ЗПУ) высших органов власти и управления на особый период и военное время.

## Краткая история
15-е Управление Комитета государственной безопасности при Совете Министров СССР было создано 13 марта 1969 года на базе ряда подразделений 9-го управления КГБ. Временное положение об Управлении было объявлено приказом КГБ от 1 июня 1971 г. № 0055. Согласно вышеуказанному Временному положению о 15-м Управлении КГБ, «Основной задачей Управления является обеспечение постоянной готовности к немедленному приёму укрываемых в защищённые пункты (объекты) и создание в них условий, необходимых для нормальной работы в особый период». Свою работу 15-е Управление должно было осуществлять «в тесном взаимодействии с 9 Управлением КГБ при СМ СССР».
16 августа 1974 г. 15-е Управление КГБ было преобразовано в 15-е Главное управление КГБ. Находилось по адресу: Москва, ул. Мосфильмовская, дом 80 (в/ч 95006).

## Структура
В сентябре 1974 г. в составе 15-го Главного управления (ГУ) были созданы 4 управления, его структура приобрела вид:
- Руководство ГУ (начальник ГУ, заместители начальника ГУ, партком)
- Секретариат ГУ
- Управление № 1
- Управление № 2
- Управление № 3 (город Чехов-2, Московская область)
- Управление № 4 (ЗПУ в городе Кузнецк-12, Пензенская область)
- Учебный центр
- Батальон особого назначения (впоследствии был преобразован в отдельный батальон)

К 1991 г. существовало 7 управлений — 6 объектовых и транспортное.

## Руководители
- генерал-майор Ермаков, Михаил Иванович  (21 марта 1969 — май 1970)
- генерал-майор Ильичёв, Анатолий Васильевич  (май 1970 — август 1974)
- генерал-лейтенант Антонов, Сергей Николаевич  (16 августа 1974 — 27 января 1983), одновременно заместитель Председателя КГБ при СМ СССР / КГБ СССР
- генерал-лейтенант Горшков, Владимир Николаевич (февраль 1983 — декабрь 1991)